# Pistacia weinmannifolia
Pistacia weinmannifolia är en sumakväxtart som beskrevs av J. Poisson och Adrien René Franchet. Pistacia weinmannifolia ingår i släktet Pistacia och familjen sumakväxter. Utöver nominatformen finns också underarten P. w. locii.